# American Horror Story: Murder House
American Horror Story: Murder House – pierwszy sezon amerykańskiego serialu telewizyjnego American Horror Story. Został po raz pierwszy wyemitowany przez FX między 5 października a 21 grudnia 2011 roku. Premierowa emisja w Polsce odbyła się od 12 listopada 2011 do 28 stycznia 2012 roku na antenie Fox. W główne role wcielili się: Connie Britton, Dylan McDermott, Evan Peters, Taissa Farmiga, Denis O’Hare i Jessica Lange.
Zgodnie z antologiczną formą serialu, Murder House stanowi osobny miniserial, niezwiązany bezpośrednio z kolejnymi sezonami (poza nieznacznymi nawiązaniami). Akcja pierwszej serii skupia się wokół rodziny Harmonów, która przeprowadza się z Bostonu do Los Angeles. Kupują dom, który okazuje się być nawiedzony przez duchy wszystkich osób w nim zabitych. Po pewnym czasie Harmonowie odkrywają coraz silniejszy związek duchów z mieszkającymi w sąsiedztwie Langdonami.

## Streszczenie fabuły
Akcja odbywa się w rezydencji w Los Angeles, nawiedzonej przez duchy wszystkich ludzi, którzy zmarli na jej terenie. Poza Halloween duchy nie mogą opuszczać terenu posesji. Dom zostaje zbudowany w 1922 roku przez chirurga Charlesa Montgomery’ego i jego żonę, Norę. Gdy kilka lat później lekarz tworzy Infantatę, kreaturę złożoną z ciała ich zmarłego syna oraz części zwierząt i serca pacjentki, Nora zabija męża i popełnia samobójstwo. W 1983 roku w domu mieszka Constance Langdon, która zabija swojego męża, przyłapawszy go na uprawianiu seksu z gospodynią domową, Moirą O’Harą. W 1994 roku rezydencja należy do rodziny Harveyów. Gdy Larry oświadcza żonie, że jest w związku z mieszkającą w sąsiedztwie Constance, kobieta zabija siebie i córki poprzez samospalenie. Do Larry’ego wprowadzają się Constance wraz z dziećmi: Tatem, chorą na zespół Downa Adelaide i cierpiącym na dysplazję czaszkowo-trzonową Beauregardem. Chcąc uniknąć odpowiedzialności karnej za zaniedbanie Beauregarda, Constance namawia partnera do zamordowania chłopca. W ramach odwetu Tate podpala Larry’ego, powodując u niego trwałe blizny na większości ciała, a następnie dokonuje masowego morderstwa w szkole. Tego samego dnia zostaje w swoim pokoju postrzelony przez jednostki SWAT. W 2010 roku w domu mieszkają partnerzy, Chad Warwick i Patrick, których morduje duch Tate’a.
W 2011 roku do rezydencji wprowadza się rodzina Harmonów: psychiatra Ben, jego żona Vivien i nastoletnia córka Violet. Wcześniej cała trójka mieszkała w Bostonie, jednak Harmonowie podjęli decyzję o przeprowadzce i próbie ułożenia sobie życia na nowo po tym, jak Vivien poroniła, a Ben zdradził ją ze swoją studentką, Hayden McClaine. Pracę jako ich gospodyni domowa rozpoczyna Moira, starsza kobieta, którą Ben widzi jako młodą i uwodzącą go. W domu często pojawiają się nieproszone sąsiadki, Constance i Adelaide, zaś Ben jest prześladowany przez Larry’ego, który żąda od niego pieniędzy i wyprowadzki. Psychiatra przyjmuje w domu pacjentów, w tym Tate’a, który rozpoczyna związek z Violet. Vivien uprawia seks z postacią w lateksowym kostiumie, błędnie sądząc, że jest nią Ben, choć w rzeczywistości zostaje zgwałcona przez Tate’a. Wkrótce zarówno Vivien, jak i Hayden informują Bena, że zaszły z nim w ciążę. Gdy psychiatra leci do McClaine do Bostonu, do domu przychodzą włamywacze, usiłując zabić Vivien i Violet, sami zostają jednak zamordowani przez Tate’a i Infantatę. Wskutek dramatycznych przeżyć Vivien podejmuje decyzję o sprzedaży posesji. Wkrótce Hayden przylatuje do Los Angeles i zaczyna prześladować Bena, jednak Larry ją zabija i zakopuje w ziemi w ogródku.

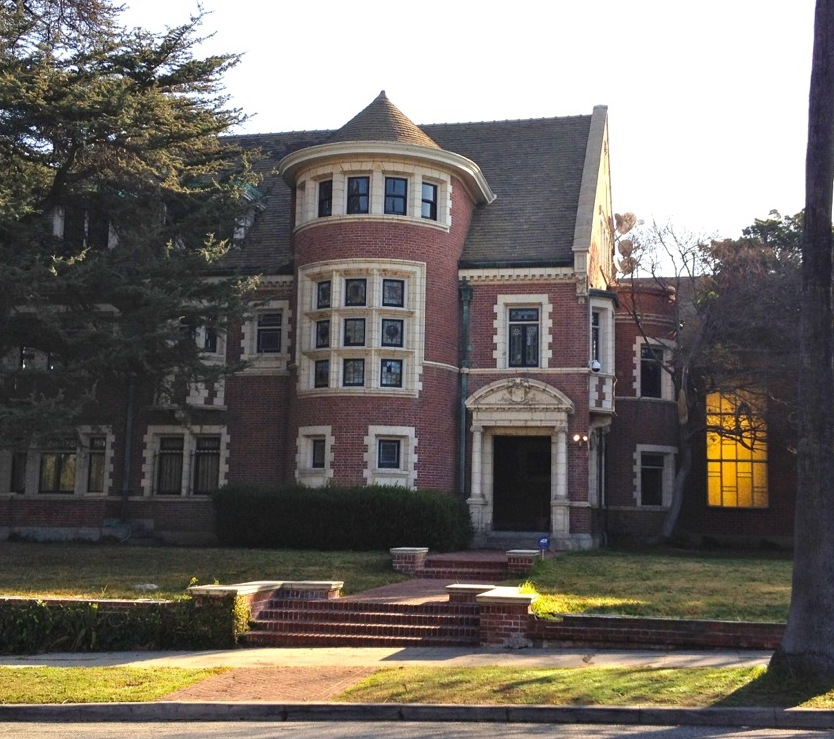
Dom, w którym odbywa się akcja sezonu

W Halloween Adelaide zostaje potrącona przez samochód, zaś Violet i Tate idą na randkę, gdzie są nękani przez grupkę nastolatków, którzy twierdzą, że Langdon ich zabił. Tej samej nocy Hayden pojawia się w domu Harmonów, oświadcza Vivien, że jest w ciąży z Benem i usiłuje ją zamordować. McClaine zostaje aresztowana, zaś Vivien każe Benowi się wyprowadzić. Mimo to, psychiatra nadal przyjmuje w domu pacjentów. Violet dowiaduje się z internetu o zbrodni, którą popełnił jej chłopak, zaś medium i przyjaciółka Constance, Billie Dean Howard, informuje ją, iż Tate jest duchem. Pogrążona w depresji nastolatka popełnia samobójstwo poprzez przedawkowanie leków i przez kolejne tygodnie jest utrzymywana przez Tate’a w fałszywym przekonaniu, że żyje dalej (choć w rzeczywistości jest duchem). Pielęgniarka ze szpitala mówi Vivien, że dziecko, które urodzi, jest Antychrystem. Wkrótce kobieta dowiaduje się, że jest w ciąży bliźniaczej, a jeden z płodów rozwija się znacznie szybciej niż drugi. Będąc świadkiem licznych zjawisk paranormalnych w domu, zostaje umieszczona przez podejrzewającego ją o szaleństwo męża w szpitalu psychiatrycznym. Ben, dowiadując się od lekarza, że nastąpiło nadpłodnienie (zapłodnienie przez dwóch różnych mężczyzn), postanawia zerwać kontakty z żoną, która rzekomo go zdradziła.
Tymczasem Hayden, Nora, Chad i Patrick planują odebranie Vivien jej dzieci i wychowywanie jako własne. Constance dowiaduje się od Billie Dean, że narodziny dziecka spłodzonego przez ducha zwiastują Apokalipsę. Hayden zwabia do domu Travisa Wanderleya, partnera Langdon, uprawia z nim seks i go zabija, po czym podejrzenia policji o morderstwo spadają na Constance. Larry, dręczony wyrzutami sumienia za śmierć rodziny, a zarazem pragnąc uchronić dawną ukochaną, przyznaje się do zabójstwa i zostaje umieszczony w więzieniu. Tate zdradza Violet prawdę o tym, że zmarła i jest duchem, zaś Chad informuje ją, że Langdon zgwałcił jej matkę. Hayden mówi Benowi, że w domu pojawia się mężczyzna w lateksowym stroju, dzięki czemu Ben zaczyna wierzyć w historię Vivien o gwałcie. Mężczyzna odbiera żonę ze szpitala i planuje wraz z nią i Violet wyjechać na Florydę, jednak niespodziewanie kobieta zaczyna rodzić w domu. Podczas porodu, który odbiera Charles, jeden z chłopców (syn Bena) rodzi się martwy, zaś Vivien umiera z wykrwawienia. Nora porywa martwego noworodka, a Constance żywego. Violet nie jest w stanie wybaczyć Tate’owi zbrodni, których dokonał i zrywa z nim wszelkie kontakty. Hayden przy pomocy innych duchów zabija Bena, a Nora oddaje Vivien jej syna. Od tej pory duchy całej czwórki Harmonów żyją w domu jako rodzina, zaś Constance samotnie wychowuje swojego wnuka, Michaela, który w wieku trzech lat brutalnie morduje nianię.

## Nawiązania w późniejszych sezonach
Mimo że każdy sezon American Horror Story stanowi osobny i spójny miniserial, niezwiązany bezpośrednio z pozostałymi, w kolejnych sezonach pojawiły się nawiązania do Murder House.
- W sezonie piątym, Hotelu:
  - drugoplanową bohaterką jest Marcy (Christine Estabrook). W 2015 roku pośredniczka w obrocie nieruchomościami sprzedaje hotel Cortez Willowi Drake’owi (Cheyenne Jackson) i zostaje zabita w jednym z jego pokoi przez Rudolfa Valentino (Finn Wittrock) i Natachę Rambovą (Alexandra Daddario). Od tego czasu jej duch jest uwięziony w hotelu;
  - w odcinku „Pokój nr 33” pojawia się Dom Mordu i postać Charlesa Montgomery’ego (Matt Ross). W 1926 roku Elizabeth Johnson (Lady Gaga) udaje się do lekarza, który w piwnicy swojej rezydencji wykonuje na niej aborcję;
  - w odcinku „Zostań naszym gościem” pojawia się Billie Dean Howard (Sarah Paulson). Bohaterka prowadzi swój program w telewizji i zostaje zaproszona przez Iris (Kathy Bates) do Cortezu, gdzie pomaga Liz (Denis O’Hare) porozumieć się z duchem Tristana (Finn Wittrock). W kolejnych latach kręci w hotelu trzy odcinki swojego programu. W 2022 roku usiłuje przed kamerami skontaktować się z Johnem Lowe (Wes Bentley). Żyjące w Cortezie duchy wraz z Ramoną Royale (Angela Bassett) grożą jej śmiercią, jeśli nadal będzie opowiadała o nich w mediach. Przerażona Billie Dean ucieka z hotelu.
- W sezonie szóstym, Roanoke:
  - akcja toczy się wokół nawiedzonej przez duchy kolonii Roanoke. W odcinku „Narodziny” Murder House Billie Dean opowiada historię kolonistów i powstania Roanoke;
  - jednym z duchów Roanoke jest Piggy Man, który pojawia się w odcinku „Świnko, świnko” Murder House.
- W sezonie ósmym, Apokalipsie:
  - głównym bohaterem jest Michael Langdon (Cody Fern), już dorosły;
  - akcja odcinka „Powrót do domu zbrodni” odbywa się w Domu Mordu, gdzie Madison (Emma Roberts) i Behold (Billy Porter) usiłują poznać przeszłość Michaela. Do serialu powracają: Ben Harmon (Dylan McDermott), Vivien Harmon (Connie Britton), Violet Harmon (Taissa Farmiga), Tate Langdon (Evan Peters), Constance Langdon (Jessica Lange), Moira O’Hara (Frances Conroy), Billie Dean Howard (Sarah Paulson), Elizabeth Short (Mena Suvari), Beauregard Langdon (Sam Kinsey), Gladys (Celia Finkelstein) i Molly O’Hara (Irene Roseen). Odcinek przedstawia dalsze losy bohaterów Murder House. Constance, zrozpaczona z powodu Michaela, popełnia samobójstwo w Domu Mordu i od tej pory zamieszkuje go jako duch. Vivien ukrywa się przed Benem, nie będąc w stanie wybaczyć mu zbliżenia do Michaela. Tate usiłuje odzyskać względy Violet, która nadal się przed nim ukrywa. Pojawienie się Madison i Beholda zmienia sytuację bohaterów. Aby dowiedzieć się od Constance czegoś na temat Michaela, bohaterowie spełniają jej prośbę i wypędzają z domu ducha Moiry. Violet, przekonana przez Madison, wybacza Tate’owi i przestaje się przed nim kryć, podobnie jak Vivien przed Benem.

## Obsada i postacie

### Obsada główna
- Connie Britton jako Vivien Harmon
- Dylan McDermott jako Ben Harmon
- Evan Peters jako Tate Langdon
- Taissa Farmiga jako Violet Harmon
- Denis O’Hare jako Larry Harvey
- Jessica Lange jako Constance Langdon

### Goście specjalni
- Kate Mara jako Hayden McClaine (odc. 2–5, 8, 9, 11, 12)
- Zachary Quinto jako Chad Warwick (odc. 3, 4, 8, 11)
- Eric Stonestreet jako Derrick (odc. 6)
- Charles S. Dutton jako detektyw Granger (odc. 10, 12)

### Obsada drugoplanowa
- Frances Conroy jako Moira O’Hara (starsza)
- Alexandra Breckenridge jako Moira O’Hara (młodsza)
- Christine Estabrook jako Marcy
- Jamie Brewer jako Adelaide Langdon
- Shelby Young jako Leah
- Riley Schmidt jako Rubber Man
- Ben Woolf jako Thaddeus Montgomery / Infantata
- Azura Skye jako Fiona
- Kyle Davis jako Dallas
- Michael Graziadei jako Travis Wanderley
- Rosa Salazar jako Maria
- Lily Rabe jako Nora Montgomery
- Matt Ross jako Charles Montgomery
- Geoffrey Rivas jako Jack Colquitt
- David Anthony Higgins jako Stan
- Eve Gordon jako doktor Hall
- Eric Close jako Hugo Langdon
- Teddy Sears jako Patrick
- Missy Doty jako Angela
- Morris Chestnut jako Luke
- Brando Eaton jako Kyle Greenwell
- Ashley Rickards jako Chloe Stapleton
- Alessandra Torresani jako Stephanie Boggs
- Jordan David jako Kevin Gedman
- Sarah Paulson jako Billie Dean Howard
- Alexander Nimetz jako Amir Stanley
- Rebecca Wisocky jako Lorraine Harvey
- Mena Suvari jako Elizabeth Short
- Malaya Rivera Drew jako detektyw Barrios

### Obsada gościnna
- Andy Umberger jako doktor Day (odc. 1)
- Bianca Lawson jako Abby (odc. 1)
- Christian Serratos jako Becca (odc. 1)
- Jamie Harris jako R. Franklin (odc. 2)
- Mageina Tovah jako Bianca Forest (odc. 2)
- Scott Lawrence jako detektyw Webb (odc. 2)
- Drew Powell jako detektyw Collier (odc. 2)
- Adina Porter jako Sally Freeman (odc. 3)
- Tom Gallop jako pan Carmichael (odc. 6)
- Amir Arison jako Joe Escandarian (odc. 7)
- Kathleen Rose Perkins jako Peggy (odc. 8)
- Richard Short jako Gary (odc. 8)
- Joshua Malina jako David Curan (odc. 9)
- April Grace jako Naima (odc. 9)
- Tanya Clarke jako Marla McClaine (odc. 9)
- W. Earl Brown jako Phil Critter (odc. 10)
- Derek Richardson jako Harry Goodman (odc. 10)
- Gregory Sporleder jako Peter McCormick (odc. 10)
- Steven Anderson jako doktor Marchesi (odc. 11)
- Anthony Ruivivar jako Miguel Ramos (odc. 12)
- Lisa Vidal jako Stacy Ramos (odc. 12)
- Brennan Mejia jako Gabriel Ramos (odc. 12)
- Meredith Scott Lynn jako Helen (odc. 12)

## Lista odcinków
| Nr | Tytuł oryginalny    | Tytuł polski         | Reżyseria           | Scenariusz               | Data premiery (Stany Zjednoczone) | Data premiery (Polska) |
| --- | ------------------- | -------------------- | ------------------- | ------------------------ | --------------------------------- | ---------------------- |
| 1 | Pilot               | Przeprowadzka        | Ryan Murphy         | Ryan Murphy Brad Falchuk | 5 października 2011               | 12 listopada 2011      |
| W 1978 roku dwóch chłopców (Brian i Troy) włamują się do domu w Los Angeles, gdzie zostają zabici w piwnicy przez Infantatę. W 2011 roku Vivien Harmon, która niedawno poroniła, wraca do domu z wizyty u lekarza i przyłapuje swojego męża Bena na stosunku płciowym z Hayden, jedną z jego studentek. Dziewięć miesięcy później Ben, Vivien i ich nastoletnia córka Violet decydują się „zacząć od nowa”, w związku z czym przyjeżdżają do Los Angeles, gdzie kupują dom. Marcy, pośredniczka w obrocie nieruchomościami, informuje ich, że poprzedni właściciele zginęli wewnątrz posesji. Pierwszego dnia Vivien odwiedzają nieproszeni goście: sąsiadka Constance Langdon wraz z chorą na zespół Downa córką, Adelaide. Później zjawia się także Moira, która twierdzi, że od lat pracuje tu jako pomoc domowa, w związku z czym Vivien decyduje się ją zatrudnić. Ben widzi ją znacznie młodszą niż jest w rzeczywistości. W nocy Harmonowie uprawiają seks. Violet jest prześladowana w nowej szkole przez Leah i jej koleżanki, zaś Ben – jako psychiatra – odbywa sesję z Tatem. Nastolatek poznaje Violet, która przyprowadza do domu Leah pod pretekstem sprzedania jej kokainy. W piwnicy dziewczyna zostaje przestraszona przez Tate’a i Infantatę. Vivien uprawia seks z postacią w lateksowym kombinezonie, myśląc, że to Ben. Ten z kolei przyłapuje Moirę na masturbacji, a później spotyka Larry’ego, który opowiada mu swoją historię i ostrzega, że jego rodzina umrze, jeśli nie opuści domu. Vivien informuje Bena, że zaszła w ciążę. |                     |                      |                     |                          |                                   |                        |
| 2 | Home Invasion       | Wtargnięcie          | Alfonso Gomez-Rejon | Ryan Murphy Brad Falchuk | 12 października 2011              | 19 listopada 2011      |
| W 1968 roku do domu, zamieszkanego przez Marię i Gladys, włamuje się R. Franklin, który brutalnie zabija obie kobiety. Współcześnie Ben przyjmuje Tate’a, który zwierza mu się z fantazji seksualnych na temat Violet, oraz Biancę, zafascynowaną jego domem, nazywanym „murder house” („dom mordu”). Ben dostaje telefon od Hayden, która informuje go, że jest w ciąży. Mężczyzna leci do niej do Bostonu, informując żonę, że musi się zobaczyć z pacjentką. Hayden prosi go o wsparcie w sprawie aborcji. Tymczasem po tym, jak do Harmonów włamuje się Adelaide, Constance przynosi Vivien w ramach przeprosin syrop z wymiotnicy i dowiaduje się o ciąży. Wieczorem do Violet i Vivien włamują się Bianca, Fiona i Dallas, którzy chcą odtworzyć zbrodnię R. Franklina, zostają jednak zabici przez Tate’a i Infantatę. Tate, Constance i Moira decydują się pozbyć ciał. Wkrótce poćwiartowany trup Bianki zostaje znalezione w okolicy. Ben prędko wraca z Bostonu do Los Angeles, gdzie Vivien informuje go, że postanowiła sprzedać dom. |                     |                      |                     |                          |                                   |                        |
| 3 | Murder House        | Morderczy dom        | Bradley Buecker     | Jennifer Salt            | 19 października 2011              | 26 listopada 2011      |
| W latach 20. w domu mieszkają Charles i Nora Montgomery. Charles, lekarz, wykonuje w piwnicy nielegalne aborcje. W 1983 roku w domu mieszka Constance, która zabija swojego męża Hugona i Moirę, przyłapawszy ich na stosunku płciowym. Współcześnie Ben zasypia podczas sesji z Sally, po czym budzi się na podwórku, nie pamiętając, co się wydarzyło. Sally zostaje uznana za zaginioną, przez co podejrzenia policji spadają na Harmona, ostatecznie kobieta zostaje jednak odnaleziona. Okazuje się, że mężczyzna został otruty opiatami, o co obwinia Moirę. Tymczasem Bena niespodziewanie odwiedza w domu Hayden. Vivien dowiaduje się o historii Montgomerych. Ginekolog odradza jej wyprowadzkę w związku z ryzykiem ponownego poronienia. Gdy Vivien wraca ze szpitala do domu, wystawionego ponownie na sprzedaż, przychodzi do niej zainteresowana kupnem Nora, po chwili znikając w tajemniczy sposób. W domu ponownie pojawia się Hayden, która grozi Benowi, że powie Vivien o swojej ciąży. Niespodziewanie zostaje jednak przez Larry’ego zabita i wrzucona do dołka w ogrodzie. |                     |                      |                     |                          |                                   |                        |
| 4 | Halloween (Part 1)  | Halloween (część 1)  | David Semel         | James Wong               | 26 października 2011              | 3 grudnia 2011         |
| W 2010 roku w domu mieszkają Chad i Patrick, para gejów. Patrick widzi postać w kombinezonie Rubber Mana, topiącą Chada. Rok później, w Halloween, Vivien zatrudnia Luke’a – ochroniarza, który ma ją chronić na wezwanie. Odwiedzają ją Chad i Patrick, których Vivien bierze za dekoratorów, zatrudnionych przez Marcy. Larry żąda od Bena pieniędzy za zabicie Hayden, ten z kolei mówi Tate’owi, że od tej pory będzie z nim odbywał sesje wyłącznie poza domem. Tate opowiada Violet historię o Montgomerych i Infantacie. Ben i Vivien kłócą się o wyciągi telefoniczne, według których Ben rozmawia z Hayden. Vivien czuje kopanie dziecka, w związku z czym jedzie do szpitala, gdzie okazuje się, że płód rozwija się znacznie szybciej niż powinien. Pielęgniarka niespodziewanie mdleje na jego widok (poprzez ultradźwięki). Adelaide zostaje potrącona przez samochód na ulicy. Constance zawleka jej ciało do domu Harmonów, nie zdąża jednak na czas, by jej córka stała się duchem. Po powrocie Vivien i Bena ze szpitala okazuje się, że w domu nie ma Violet, ponadto u progu zjawia się Hayden. |                     |                      |                     |                          |                                   |                        |
| 5 | Halloween (Part 2)  | Halloween (część 2)  | David Semel         | Tim Minear               | 2 listopada 2011                  | 10 grudnia 2011        |
| Pod dom przychodzi Larry, żądając od Bena pieniędzy, w związku z czym Harmon uderza go łopatą. Larry informuje go, że Hayden jest duchem. Do Vivien dzwoni Hayden, która mówi jej, by spytała Bena o wyjazd do Bostonu. Ben znajduje swoją byłą kochankę w piwnicy, gdzie tym razem on zostaje uderzony przez Larry’ego łopatą. Budzi się związany, zostaje jednak uratowany przez Norę, która każe mu zaopiekować się rodziną. Sprowokowany przez Hayden, przyznaje się żonie, że zapłodnił swoją kochankę kilka miesięcy po tym, jak Vivien odkryła ich romans. Hayden próbuje zaatakować Vivien, z pomocą przychodzi jednak Luke, który aresztuje intruza. Przyznawszy się do zapłodnienia Hayden, Ben się wyprowadza z domu. Tej samej nocy Tate i Violet są na randce na plaży, gdzie spotykają grupę nastolatków, którzy nękają Tate’a, choć on sam twierdzi, że ich nie zna. Później zjawiają się także na ganku domu Harmonów, gdzie pytają Tate’a, dlaczego zabił właśnie ich. Constance zabiera Violet do swojego domu, gdzie informuje ją, że jest matką Tate’a. Gdy noc Halloween dobiega końca, do domu wracają wszystkie duchy, które go opuściły, a Hayden niespodziewanie znika z radiowozu. |                     |                      |                     |                          |                                   |                        |
| 6 | Piggy Piggy         | Świnko, świnko       | Michael Uppendahl   | Jessica Sharzer          | 9 listopada 2011                  | 17 grudnia 2011        |
| W 1994 roku Tate zabija w szkole pięciu uczniów i tego samego dnia zostaje w domu zastrzelony przez SWAT. Współcześnie Violet czyta w internecie o tragedii w Westfield High. Constance zapoznaje ją z medium Billie Dean, z którą opowiada Violet, że Tate nie zdaje sobie sprawy z tego, że zmarł i jest duchem. Tymczasem Ben, który – mimo wyprowadzki – nadal przyjmuje pacjentów w domu, odbywa sesję z Derrickiem. Mężczyzna twierdzi, że panicznie boi się miejskiej legendy o Piggy Manie – stworze, który pojawia się, gdy wypowie się odpowiednią formułę, patrząc w lustro. Ben zaleca mu walkę ze strachem poprzez mówienie do lustra tych właśnie słów. Harmon zaczyna podejrzewać żonę o romans z Lukiem. Vivien spotyka się z pielęgniarką, która twierdzi, że jej dziecko jest Antychrystem. Violet przedawkowuje leki i zostaje znaleziona przez Tate’a, który usiłuje ją uratować. Później nastolatek wyznaje jej miłość. Constance komunikuje się poprzez Billie Dean z Adelaide, która twierdzi, że cieszy ją fakt, iż nie żyje w domu Harmonów jako duch. Derrick wymawia do lustra formułę, po czym zostaje zabity przez włamywacza. |                     |                      |                     |                          |                                   |                        |
| 7 | Open House          | Dom otwarty          | Tim Hunter          | Brad Falchuk             | 16 listopada 2011                 | 24 grudnia 2011        |
| W 1926 roku Nora, przerażona Infantatą, zabija Charlesa. W 1994 roku Larry ma romans z Constance, na prośbę której zabija Beau (kobieta chce w ten sposób uniknąć zabrania syna przez pomoc społeczną). Później przyznaje się do romansu żonie, która w rozpaczy samospala siebie i córki. Współcześnie Vivien dowiaduje się, że jest w ciąży bliźniaczej. Do domu Harmonów przychodzi zainteresowany kupnem Joe Escandarian, który chce zburzyć budynek i postawić w jego miejsce apartamentowiec. Pojawia się także Larry, któremu Marcy – celując pistoletem – każe opuścić dom. Ben odwiedza Larry’ego, który informuje go, że chce ponownie zakupić posiadłość, by być blisko dawnej kochanki. Constance, Moira i Larry, nie chcąc się zgodzić na zburzenie domu, wspólnie mordują Joego w piwnicy. Vivien i Marcy biorą udział w wycieczce po znanych miejscach mordów w Los Angeles, gdzie poznają historię Montgomerych. Tate pokazuje Violet stare zdjęcia domu i jego właścicieli. Gdy Violet prezentuje je później matce, Vivien rozpoznaje Norę, która niegdyś odwiedziła ją z zamiarem kupna domu. |                     |                      |                     |                          |                                   |                        |
| 8 | Rubber Man          | Rubber Man           | Miguel Arteta       | Ryan Murphy              | 23 listopada 2011                 | 31 grudnia 2011        |
| W 2010 roku Chad, w celu ratowania związku z Patrickiem, kupuje strój Rubber Mana – lateksowy kombinezon w stylu BDSM. Tate, ubrany w ten właśnie kostium, morduje obu mieszkańców domu, gdyż nie są oni w stanie spłodzić dziecka, które obiecał odebrać i dać Norze. Kilka miesięcy później, również w przebraniu Rubber Mana, gwałci Vivien, by w ten sposób móc spełnić swoje przyrzeczenie. Współcześnie Hayden i Nora postanawiają wspólnie odebrać jej bliźnięta i wychowywać jako własne dzieci. Vivien, dowiedziawszy się od Moiry, że dom jest nawiedzony, chce wraz z córką go opuścić, zostaje jednak powstrzymana przez duchy. Ben, nie wierząc w historię o nawiedzonym domu, uznaje Vivien za niezrównoważoną psychicznie. Violet traci z Tatem dziewictwo i obiecuje mu, że już zawsze będą żyć razem. Następnie kłamie ojcu, że jej matka zmyśla na temat poltergeistów. Vivien kradnie Marcy pistolet, by bronić się przed duchami. Widząc Rubber Mana, usiłuje go zastrzelić, jednak przypadkiem strzela w stronę Bena. Ostatecznie wpływa to na decyzję policji i Bena, by zamknąć Vivien w szpitalu psychiatrycznym. |                     |                      |                     |                          |                                   |                        |
| 9 | Spooky Little Girl  | Straszna dziewczynka | John Scott          | Jennifer Salt            | 30 listopada 2011                 | 7 stycznia 2012        |
| W 1947 roku Charles ćwiartuje w domu ciało Elizabeth Short, które zostaje później znalezione w mieście. Współcześnie Elizabeth leczy się u Bena. Harmon dostaje telefon z informacją, że spośród dwójki płodów Vivien jest ojcem tylko jednego. Constance dowiaduje się od Moiry, że kobietę zgwałcił jej syn. Ben odwiedza żonę w szpitalu psychiatrycznym, gdzie wyraża swoją złość z powodu zostania zdradzonym. W domu Hayden mówi mu, że Vivien uprawiała seks z człowiekiem w lateksowym stroju. Ben podejrzewa Luke’a, ten jednak informuje go, że jest bezpłodny. Tymczasem Constance oświadcza swojemu partnerowi, znacznie młodszemu Travisowi, że chce z nim wziąć ślub i wychować dziecko, otrzymuje jednak odmowę. Hayden zwabia Travisa do domu, gdzie uprawia z nim seks i go zabija. Charles ćwiartuje jego ciało, które Larry wyrzuca w mieście. Constance odwiedza Vivien w szpitalu, gdzie wyznaje, że wierzy w jej opowieść o Rubber Manie. Moira flirtuje z Benem, ten jednak oświadcza, że kocha Vivien. Wówczas po raz pierwszy zaczyna widzieć Moirę jako starszą. Billie Dean informuje Constance, że narodziny dziecka żywego człowieka i ducha (czyli Vivien i Tate’a) zwiastują Apokalipsę. |                     |                      |                     |                          |                                   |                        |
| 10 | Smoldering Children | Przygaszone dzieci   | Michael Lehmann     | James Wong               | 7 grudnia 2011                    | 14 stycznia 2012       |
| W 1994 roku Tate, wściekły na Larry’ego (ówczesnego partnera Constance) za zamordowanie Beau, pod wpływem narkotyków podpala go w jego własnym biurze. Współcześnie Ben odwiedza Vivien w szpitalu, gdzie przyznaje jej rację w sprawie gwałtu i prosi o powrót do domu. Constance zostaje zabrana przez policję, która podejrzewa ją o zabójstwo Travisa. Funkcjonariusze przypominają o niewyjaśnionych faktach z jej przeszłości (związanych z Beau i Tatem). Ben, dowiedziawszy się, że Violet od kilkunastu dni wagaruje, planuje ją umieścić w szkole z internatem. Zauważywszy w domu masę much, wzywa tępiciela owadów, który zostaje zabity przez Tate’a. Później nastolatek, przebrany za Rubber Mana, atakuje Bena. Violet, przerażona Tatem, próbuje uciec z domu, nie może go jednak opuścić i ciągle powraca do środka. Tate zaprowadza ją do jej trupa w piwnicy, informując, że jej próba samobójcza (z odcinka 6) była udana i od tej pory jest duchem. Tymczasem Larry rozmawia w piwnicy domu z Lorraine, która obwinia go za własne samobójstwo. Dręczony wyrzutami sumienia, przyznaje się policji do zabójstwa Travisa (choć w rzeczywistości jest niewinny). W więzieniu odwiedza go Constance. |                     |                      |                     |                          |                                   |                        |
| 11 | Birth               | Narodziny            | Alfonso Gomez-Rejon | Tim Minear               | 14 grudnia 2011                   | 21 stycznia 2012       |
| Ben zabiera Violet do samochodu z planem odebrania Vivien ze szpitala i wspólnego pojechania do jej siostry na Florydę. Nastolatka znika z samochodu i pojawia się w domu. Chad i Patrick planują przywłaszczyć sobie bliźnięta Vivien, w związku z czym dekorują dla nich jeden z pokoi. Violet zwraca się do Constance z prośbą o pomoc w pozbyciu się niechcianych duchów. Billie Dean uczy ją zaklęcia Croatoan, które okazuje się jednak bezskuteczne. Później dowiaduje się od Chada, że Tate zgwałcił jej matkę. Tymczasem lekarz informuje Vivien, że jedno z jej dzieci może umrzeć, bo drugie pobiera prawie cały pokarm. Harmonowie powracają do domu. Violet mówi ojcu, że jest duchem, ten jednak nie wierzy. Vivien zaczyna rodzić i chce pojechać do szpitala. Powstrzymuje ją Constance, która zaprowadza ją do domu, gdzie poród odbiera doktor Montgomery. Dziecko Bena, które rodzi się martwe, przywłaszcza sobie Nora. Constance zabiera z kolei swojego wnuka, jednak Hayden żąda, by jej go oddała. Vivien umiera w trakcie porodu, a Violet zrywa z Tatem, mówiąc, że nie może mu wybaczyć popełnionych zbrodni. |                     |                      |                     |                          |                                   |                        |
| 12 | Afterbirth          | Po narodzinach       | Bradley Buecker     | Jessica Sharzer          | 21 grudnia 2011                   | 28 stycznia 2012       |
| Ben udaje się do Constance, gdzie dowiaduje się, że jest ona matką Tate’a. Mężczyzna zabiera syna Vivien i Tate’a do domu, gdzie po pewnym czasie chce popełnić samobójstwo. Ukazują mu się jednak duchy Vivien i Violet, które zachęcają go do wychowania chłopca gdzie indziej. Ben chce opuścić dom, zostaje jednak zabity (poprzez powieszenie) przez Hayden. Travis powstrzymuje ją przed przywłaszczeniem sobie chłopca, którego ponownie zabiera Constance. Wkrótce do domu wprowadza się rodzina Ramosów. Harmonowie i Moira postanawiają powstrzymać ich przed zamieszkaniem i przeżyciem podobnego horroru, dlatego wraz z innymi duchami straszą Ramosów, tym samym prowokując ich do wyprowadzki. Tate przyznaje się Benowi do wszystkich swoich zbrodni. Nora zwraca Vivien jej syna, twierdząc, że nie chce go już wychowywać. Później Harmonowie (Ben, Vivien, Violet i Jeffrey) spędzają w towarzystwie Moiry (matki chrzestnej Jeffreya) Boże Narodzenie, ponownie tworząc szczęśliwą rodzinę. Obserwuje ich Tate, który zwierza się Hayden, że mimo odrzucenia ze strony Violet poczeka na nią wieczność. Trzy lata później Constance wraca do domu od fryzjerki i odkrywa, że Michael (syn Vivien i Tate’a, którego wychowuje) zabił swoją nianię. |                     |                      |                     |                          |                                   |                        |

## Oglądalność
Odcinek pilotażowy American Horror Story obejrzało podczas premierowej emisji niemal 3,2 miliona widzów. Sumując trzy jego transmisje tego samego dnia (premierową i dwie powtórkowe), widziało go ponad 5 miliona osób. Jeszcze nigdy wcześniej pierwszy odcinek jakiegokolwiek serialu telewizji FX nie zgromadził tak dużej publiczności. Co więcej, American Horror Story przyczynił się do faktu, że pod względem średniej oglądalności październik 2011 roku był najlepszym miesiącem w historii FX (stacja powstała w 1994 roku). Murder House i pierwszy sezon Wrogiego nieba były ex aequo najchętniej oglądalnymi sezonami 2011 roku w telewizji kablowej spośród debiutujących seriali. Ponadto, Murder House osiągnął najlepsze wyniki wśród pierwszych sezonów wszystkich seriali w historii FX. Zanotował także wzrost na poziomie 95,3%, porównując odtworzenia z nagrywarek w stosunku do premierowych emisji w telewizji. Jest to najwyższy wynik spośród wszystkich programów w 2011 roku w Stanach.
W listopadzie pilot wyemitowały stacje telewizyjne należące do Fox Networks Group w 59 krajach. Łączna oglądalność przekroczyła 3,2 miliona osób, zaś wskaźnik AMR wyniósł średnio 5,9. W większości państw był to najwyższy lub drugi najwyższy wynik w telewizji kablowej danego dnia.
Kolumna „Pozycja” wyraża miejsce, które zajął odcinek w zestawieniu najpopularniejszych programów telewizji kablowej danego dnia.

Kolumna „AMR” wyraża procent widzów w grupie wiekowej 18–49, którzy oglądali dany odcinek, w stosunku do wszystkich posiadaczy telewizji kablowej w Stanach Zjednoczonych (w tej samej grupie).
| Nr      | Tytuł                  | Data premiery             | Pozycja | Widzów (w mln) | AMR (18–49) |        |
| ------- | ---------------------- | ------------------------- | ------- | -------------- | ----------- | ------ |
| 1       | „Przeprowadzka”        | 5 października 2011(dts)  | 1       | 3,184          | 1,6         | [ 7 ]  |
| 2       | „Wtargnięcie”          | 12 października 2011(dts) | 2       | 2,462          | 1,4         | [ 8 ]  |
| 3       | „Morderczy dom”        | 19 października 2011(dts) | 1       | 2,586          | 1,5         | [ 9 ]  |
| 4       | „Halloween (część 1)”  | 26 października 2011(dts) | 1       | 2,961          | 1,7         | [ 10 ] |
| 5       | „Halloween (część 2)”  | 2 listopada 2011(dts)     | 2       | 2,745          | 1,6         | [ 11 ] |
| 6       | „Świnko, świnko”       | 9 listopada 2011(dts)     | 1       | 2,831          | 1,6         | [ 12 ] |
| 7       | „Dom otwarty”          | 16 listopada 2011(dts)    | 1       | 3,061          | 1,8         | [ 13 ] |
| 8       | „Rubber Man”           | 23 listopada 2011(dts)    | 1       | 2,812          | 1,6         | [ 14 ] |
| 9       | „Straszna dziewczynka” | 30 listopada 2011(dts)    | 1       | 2,851          | 1,7         | [ 15 ] |
| 10      | „Przygaszone dzieci”   | 7 grudnia 2011(dts)       | 1       | 2,543          | 1,6         | [ 16 ] |
| 11      | „Narodziny”            | 14 grudnia 2011(dts)      | 1       | 2,589          | 1,5         | [ 17 ] |
| 12      | „Po narodzinach”       | 21 grudnia 2011(dts)      | 1       | 3,222          | 1,7         | [ 18 ] |
| Średnio | Średnio                | Średnio                   | Średnio | 2,821          | 1,6         |        |

## Nagrody i nominacje
American Horror Story: Murder House zdobył 10 nagród spośród 42 nominacji.
| Ceremonia                                                                             | Kategoria                                                                                               | Nominacja | Rezultat  |        |
| ------------------------------------------------------------------------------------- | --- | --- | --------- | ------ |
| 64. ceremonia wręczenia Primetime Emmy                                                | Najlepszy miniserial lub film telewizyjny                                                               | American Horror Story: Murder House | Nominacja | [ 19 ] |
| 64. ceremonia wręczenia Primetime Emmy                                                | Najlepsza aktorka pierwszoplanowa w miniserialu lub filmie telewizyjnym                                 | Connie Britton | Nominacja | [ 19 ] |
| 64. ceremonia wręczenia Primetime Emmy                                                | Najlepszy aktor drugoplanowy w miniserialu lub filmie telewizyjnym                                      | Denis O’Hare | Nominacja | [ 19 ] |
| 64. ceremonia wręczenia Primetime Emmy                                                | Najlepsza aktorka drugoplanowa w miniserialu lub filmie telewizyjnym                                    | Jessica Lange | Wygrana   | [ 19 ] |
| 64. ceremonia wręczenia Primetime Emmy                                                | Najlepsza aktorka drugoplanowa w miniserialu lub filmie telewizyjnym                                    | Frances Conroy | Nominacja | [ 19 ] |
| 64. ceremonia wręczenia Primetime Creative Arts Emmy                                  | Najlepsza charakteryzacja w miniserialu lub filmie telewizyjnym                                         | Eryn Krueger Mekash, Kim Ayers, Silvina Knight i D. Garen Tolkin | Nominacja | [ 19 ] |
| 64. ceremonia wręczenia Primetime Creative Arts Emmy                                  | Najlepsza charakteryzacja sztuczna w serialu, miniserialu, filmie telewizyjnym lub programie specjalnym | Eryn Krueger Mekash, Hiroshi Yada, Michael Mekash, Christopher Nelson, Kim Ayers, Christien Tinsley i Jason Hamer                                                               | Nominacja | [ 19 ] |
| 64. ceremonia wręczenia Primetime Creative Arts Emmy                                  | Najlepsza czołówka                                                                                      | Kyle WJ Cooper, Juan Ruiz Anchia, Gabriel Diaz i Ryan Murphy | Nominacja | [ 19 ] |
| 64. ceremonia wręczenia Primetime Creative Arts Emmy                                  | Najlepszy dobór obsady miniserialu, filmu telewizyjnego lub programu specjalnego                        | Robert Ulrich i Eric Dawson | Nominacja | [ 19 ] |
| 64. ceremonia wręczenia Primetime Creative Arts Emmy                                  | Najlepszy dźwięk w miniserialu lub filmie telewizyjnym                                                  | Sean Rush, Joe Earle i Doug Andham (za „Świnko, świnko”) | Nominacja | [ 19 ] |
| 64. ceremonia wręczenia Primetime Creative Arts Emmy                                  | Najlepsze fryzury w miniserialu lub filmie telewizyjnym                                                 | Monte C. Haught, Samantha Wade, Melanie Verkins, Natalie Driscoll i Michelle Ceglia                                                                                             | Wygrana   | [ 19 ] |
| 64. ceremonia wręczenia Primetime Creative Arts Emmy                                  | Najlepsza koordynacja kaskaderów                                                                        | Tim Davison | Nominacja | [ 19 ] |
| 64. ceremonia wręczenia Primetime Creative Arts Emmy                                  | Najlepsze kostiumy w miniserialu, filmie telewizyjnym lub programie specjalnym                          | Chrisi Karvonides i Conan Castro (za „Halloween (część 1)”) | Nominacja | [ 19 ] |
| 64. ceremonia wręczenia Primetime Creative Arts Emmy                                  | Najlepszy montaż dźwięku w miniserialu, filmie telewizyjnym lub programie specjalnym                    | Gary Megregian, David Klotz, Steve M. Stuhr, Jason Krane, Jason Lezama, Timothy Cleveland, Bruce Tanis, Simon Coke, Zane Bruce, Jeff Gunn i Lance Wiseman (za „Świnko, świnko”) | Nominacja | [ 19 ] |
| 64. ceremonia wręczenia Primetime Creative Arts Emmy                                  | Najlepszy montaż miniserialu lub filmu telewizyjnego kręconego przy użyciu jednej kamery                | Fabienne Bouville (za „Narodziny”) | Nominacja | [ 19 ] |
| 64. ceremonia wręczenia Primetime Creative Arts Emmy                                  | Najlepsza scenografia w miniserialu lub filmie telewizyjnym                                             | Mark Worthington, Edward L. Rubin i Ellen Brill (za „Dom otwarty”) | Nominacja | [ 19 ] |
| 64. ceremonia wręczenia Primetime Creative Arts Emmy                                  | Najlepsza scenografia w miniserialu lub filmie telewizyjnym                                             | Beth Rubino, Charles M. Lagola i Ellen Brill (za „Przeprowadzkę”) | Nominacja | [ 19 ] |
| 69. ceremonia wręczenia Złotych Globów                                                | Najlepszy serial dramatyczny                                                                            | American Horror Story: Murder House | Nominacja | [ 20 ] |
| 69. ceremonia wręczenia Złotych Globów                                                | Najlepsza aktorka drugoplanowa w serialu, miniserialu lub filmie telewizyjnym                           | Jessica Lange | Wygrana   | [ 20 ] |
| 18. ceremonia wręczenia nagród Gildii Aktorów Ekranowych                              | Najlepszy występ aktorki w serialu dramatycznym                                                         | Jessica Lange | Wygrana   | [ 21 ] |
| 24. ceremonia wręczenia nagród Amerykańskiej Gildii Producentów Filmowych             | Najlepsza produkcja pełnometrażowego programu telewizyjnego                                             | Brad Buecker, Dante Di Loreto, Brad Falchuk, Ryan Murphy, Chip Vucelich i Alexis Martin Woodall                                                                                 | Nominacja | [ 22 ] |
| 16. ceremonia wręczenia nagród Gildii Scenografów                                     | Godzinnym odcinek serialu, kręcony przy użyciu jednej kamery                                            | Mark Worthington (za „Morderczy dom”) | Nominacja | [ 23 ] |
| 28. ceremonia wręczenia nagród Amerykańskiego Samorządu Zawodowego Reżyserów Castingu | Film telewizyjny lub miniserial                                                                         | Robert J. Ulrich, Eric Dawson, Carol Kritzer i Eric Souliere | Nominacja | [ 24 ] |
| 28. ceremonia wręczenia nagród Stowarzyszenia Krytyków Telewizyjnych                  | Indywidualne osiągnięcie w dramacie                                                                     | Jessica Lange | Nominacja | [ 25 ] |
| Ceremonia wręczenia Nagród Brama Stokera w 2012                                       | Najlepszy scenariusz                                                                                    | Jessica Sharzer (za „Po narodzinach”) | Wygrana   | [ 26 ] |
| 16. ceremonia wręczenia Satelitów                                                     | Najlepszy serial gatunkowy                                                                              | American Horror Story: Murder House | Wygrana   | [ 27 ] |
| 16. ceremonia wręczenia Satelitów                                                     | Specjalna nagroda za najlepszy występ w serialu telewizyjnym                                            | Jessica Lange | Wygrana   | [ 27 ] |
| 38. ceremonia wręczenia Saturnów                                                      | Najlepszy serial telewizji kablowej lub regionalnej                                                     | American Horror Story: Murder House | Nominacja | [ 28 ] |
| 38. ceremonia wręczenia Saturnów                                                      | Najlepszy aktor telewizyjny                                                                             | Dylan McDermott | Nominacja | [ 28 ] |
| 38. ceremonia wręczenia Saturnów                                                      | Najlepsza aktorka telewizyjna                                                                           | Jessica Lange | Nominacja | [ 28 ] |
| 38. ceremonia wręczenia Saturnów                                                      | Najlepsza drugoplanowa aktorka telewizyjna                                                              | Frances Conroy | Nominacja | [ 28 ] |
| 38. ceremonia wręczenia Saturnów                                                      | Najlepszy występ gościnny w telewizji                                                                   | Zachary Quinto | Nominacja | [ 28 ] |
| 2. ceremonia wręczenia Critics’ Choice Television Awards                              | Najlepszy film lub miniserial                                                                           | American Horror Story: Murder House | Nominacja | [ 29 ] |
| 2. ceremonia wręczenia Critics’ Choice Television Awards                              | Najlepsza aktorka w filmie lub miniserialu                                                              | Jessica Lange | Nominacja | [ 29 ] |
| 5. ceremonia wręczenia Kerrang! Awards                                                | Najlepszy serial telewizyjny                                                                            | American Horror Story: Murder House | Nominacja | [ 30 ] |
| Key Art Awards 2012                                                                   | Cyfrowe: strona internetowa                                                                             | You’re Going To Die In There | Srebro    | [ 31 ] |
| Key Art Awards 2012                                                                   | Technika drukarska: kampania mieszana                                                                   | American Horror Story: Murder House | Złoto     | [ 31 ] |
| 3. ceremonia wręczenia nagród Doriana                                                 | Serial dramatyczny roku                                                                                 | American Horror Story: Murder House | Wygrana   | [ 32 ] |
| 3. ceremonia wręczenia nagród Doriana                                                 | Serial roku o tematyce LGBT                                                                             | American Horror Story: Murder House | Nominacja | [ 32 ] |
| 3. ceremonia wręczenia nagród Doriana                                                 | Kampowy serial roku                                                                                     | American Horror Story: Murder House | Nominacja | [ 32 ] |
| 3. ceremonia wręczenia nagród Doriana                                                 | Telewizyjny występ roku                                                                                 | Jessica Lange | Wygrana   | [ 32 ] |
| NewNowNext Awards 2012                                                                | Bo jesteś gorący                                                                                        | Jessica Lange | Nominacja | [ 33 ] |

## Wydanie na DVD i Blu-ray
| American Horror Story. Sezon 1                                        |                                                                       |                                                                       | | | |
| Zawartość główna                                                      | Zawartość główna                                                      | Zawartość główna                                                      | Dodatki specjalne | Dodatki specjalne | Dodatki specjalne |
| - 12 odcinki - Komentarz audio Ryana Murphy’ego do pierwszego odcinka | - 12 odcinki - Komentarz audio Ryana Murphy’ego do pierwszego odcinka | - 12 odcinki - Komentarz audio Ryana Murphy’ego do pierwszego odcinka | - Behind the Fright: The Making of American Horror Story - The Murder House presented by Eternal Darkness Tours of Hollywood - On the Set of American Horror Story - Overture to Horror: Creating the Title Sequence - Out of the Shadows: Meet the House Ghosts | - Behind the Fright: The Making of American Horror Story - The Murder House presented by Eternal Darkness Tours of Hollywood - On the Set of American Horror Story - Overture to Horror: Creating the Title Sequence - Out of the Shadows: Meet the House Ghosts | - Behind the Fright: The Making of American Horror Story - The Murder House presented by Eternal Darkness Tours of Hollywood - On the Set of American Horror Story - Overture to Horror: Creating the Title Sequence - Out of the Shadows: Meet the House Ghosts |
| Daty premiery                                                         |                                                                       |                                                                       | | | |
| Region 1                                                              | Region 1                                                              | Region 2                                                              | Region 2 | Polska | Polska |
| 25 września 2012                                                      | 25 września 2012                                                      | 15 października 2012                                                  | 15 października 2012 | 24 kwietnia 2013 | 24 kwietnia 2013 |